# PayPal公園
PayPal公園（原名為地震體育場和亞美亞體育場）是一座位於美國加利福尼亞州聖荷西的足球專用體育場，是美國職業足球大聯盟聖荷西地震和國家女子足球聯賽海灣FC的主場。體育場坐落於諾曼·峰田聖荷西國際機場西邊的Airport West。

## 體育

### 足球
PayPal公園的首場比賽是2015年2月28日聖荷西地震在2015年季前賽最後一場對上洛杉磯銀河的比賽，隨後是2015年3月22日地震隊2015年例行賽主場開幕戰對上芝加哥火焰。
2015年5月10日，美國國家女子足球隊在2015年國際足總女子世界盃賽前系列賽首場賽事，以3-0擊敗愛爾蘭。

## 外部連結
- 官方网站
- Memorandum of Understanding Concerning Business Terms for the Purchase and Sale of the Airport West Property and for the Development of a Major League Soccer Stadium (April 14, 2008)
- Amendment of Business Terms for the Option and Purchase and Sale of the Airport West Property (April 14, 2009)
- AMENDMENT OF BUSINESS TERMS FOR THE OPTION, PURCHASE, AND SALE OF THE AIRPORT WEST PROPERTY FOR DEVELOPMENT AND FOR DEVELOPMENT OF A MAJOR LEAGUE SOCCER STADIUM (November 30, 2010)
- Avaya Stadium （页面存档备份，存于） at StadiumDB.com

| 前任： 巴克肖體育場 | 聖荷西地震主場 2015年至今 | 繼任： 現任 |
| 前任： 無           | 海灣FC主場 2024年至今     | 繼任： 現任 |